# Enrique Hertzog
José Enrique Hertzog Garaizábal (La Paz, Bolivia, 10 de diciembre de 1897-Buenos Aires, Argentina, 18 de diciembre de 1981) fue un médico pediatra y político boliviano de origen alemán. Ejerció el cargo de presidente de Bolivia desde el 10 de marzo de 1947 hasta su renuncia el 22 de octubre de 1949.

## Biografía
José Enrique Hertzog Garaizábal, nació en la ciudad de La Paz el 10 de diciembre de 1897. Fue hijo de Enrique Hertzog (de origen alemán) y Eduviges Garaizábal. Hizo sus estudios primarios y secundarios en el colegio San Calixto de su ciudad natal. Continuó con sus estudios superiores, logrando ingresar a la facultad de medicina de la Universidad Mayor de San Andrés (UMSA), graduándose como médico cirujano años después. 
Antes de llegar a la presidencia de Bolivia, Hertzog fue miembro activo del Partido Republicano Genuino de Daniel Salamanca, asimismo prefecto de La Paz. 
Durante la Guerra del Chaco ocupó los ministerios de Gobierno, de Instrucción Pública y Comunicaciones; durante el gobierno de Enrique Peñaranda fue ministro de Higiene y Salubridad.
Hertzog ocupó la presidencia el 10 de marzo de 1947 de manos de Tomás Monje Gutierrez, meses después del colgamiento de Gualberto Villarroel acontecido el 21 de julio de 1946;  la situación económica se agravó en el país, tras la Segunda Guerra Mundial, por todo el estaño que se entregó a los Estados Unidos. 
Asimismo, se vivieron constantes movilizaciones campesinas que dieron origen a la rebelión indígena de 1947 que rezaba los principios de tierra y libertad. Hubo sublevaciones en Oruro, La Paz, Cochabamba, Potosí y Chuquisaca, donde asesinaron y quemaron, en algunos casos, a los propietarios de las tierras.
El gobierno de Hertzog vivió en el sabotaje permanente del Movimiento Nacionalista Revolucionario (MNR) .
Su gestión sirvió como transición de la muerte del liberalismo al nacimiento del nacionalismo que se reafirmaría en 1952 con la revolución del 9 de abril. Por otro lado, el acecho permanente del MNR obligó a Hertzog a formar un gabinete de ministros que los denominó de "unidad nacional" y estaba integrado por grandes personajes de ese momento, como Adolfo Costa Du Rels, Guillermo Gutiérrez Vea Murguía, Héctor Ormachea Zalles y Pedro Zilvetti.
Sin embargo, cuando estaba en el segundo año de su gobierno, no soportó más la presión política y determinó renunciar a la presidencia de Bolivia, aduciendo que padecía problemas de salud.
Entre los logros de su gestión, estuvo la continuidad que le dio a la construcción de la carretera Cochabamba-Santa Cruz y la construcción del ferrocarril Yacuiba-Villa Montes. Concluyó la construcción del edificio de la UMSA y se inició la edificación del Hospital Obrero.

### Inicios
Médico y militar de profesión, realizó sus estudios primero en La Paz, en el Colegio San Calixto, y más tarde en París. Hertzog se unió al Partido Genuino Republicano de Daniel Salamanca en los años 1920, y ascendió hasta convertirse en Ministro de Guerra durante el Conflicto del Chaco contra Paraguay entre 1932 y 1935. También desempeñó los cargos de Prefecto del Departamento de La Paz, Ministro de Gobierno, Ministro de Instrucción Pública y Comunicaciones y, después de ser Ministro de Guerra, Ministro de Higiene y Salubridad durante el gobierno de Enrique Peñaranda. Más adelante, en 1940, se convirtió en Senador de su país. Se postuló para la presidencia en las elecciones de 1947, representando al Partido de la Unión Republicana Socialista (PURS), el cual era fruto de la fusión de todas las facciones del extinto Partido Republicano: saavedristas, genuinos, socialistas unidos e independientes. Resultó vencedor contra el candidato del Frente Democrático Antifascista, Fernando Guachalla y del líder del Movimiento Nacionalista Revolucionario, Víctor Paz Estenssoro.

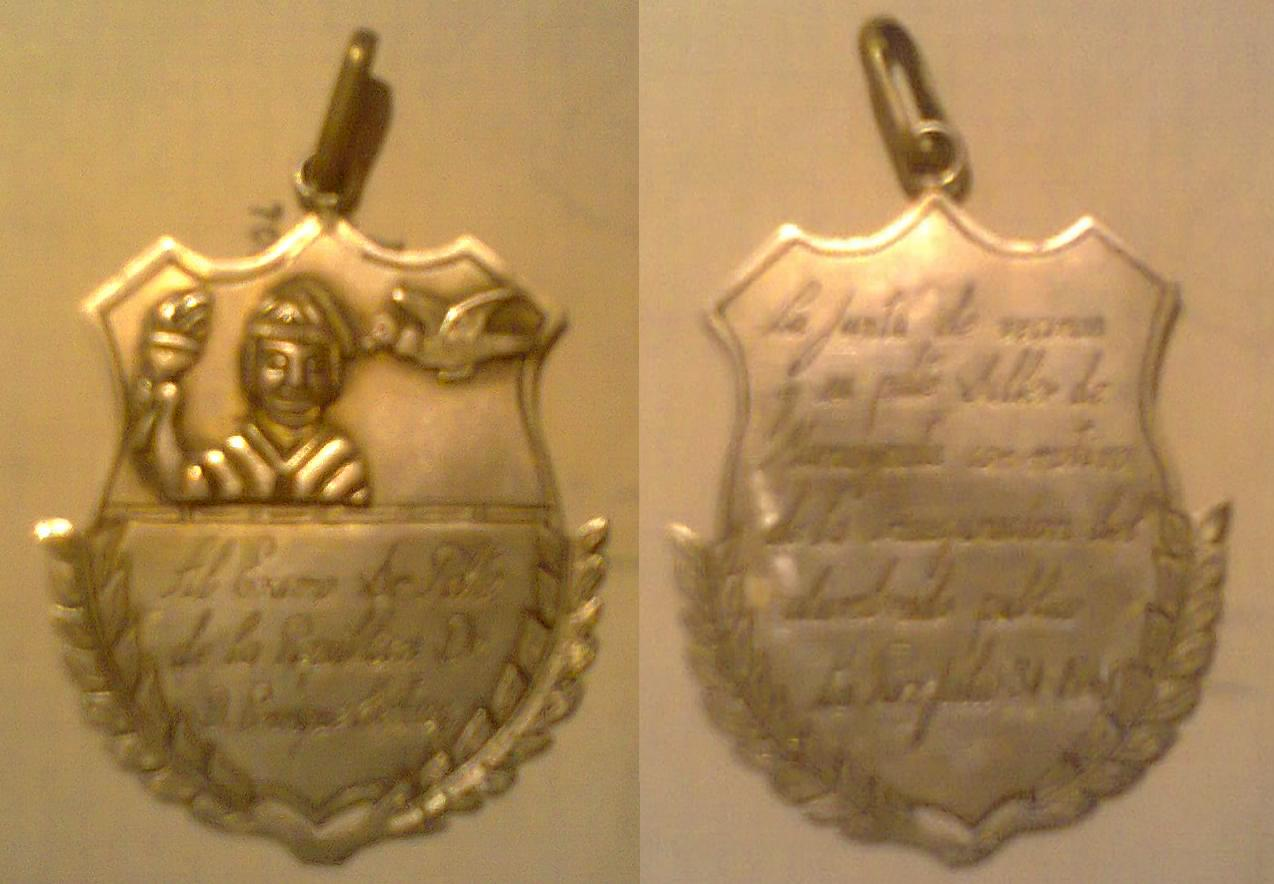
Anverso: "Al Eximio Sr. Pdte. de la República Dr. D. Enrique Hertzog". Reverso: "La junta de vecinos y su pdte. Siller de Munaypata con motivo de la inauguración del alumbrado público. La Paz julio 31-1948".

### Gobierno
Enrique Hertzog tomó posesión el lunes 10 de marzo de 1947 junto a su vicepresidente Mamerto Urriolagoitia. Hertzog enfrentó innumerables obstáculos durante su periodo, principalmente constantes rebeliones de trabajadores,  como huelgas mineras y sindicales. También tuvo problemas con la implacable oposición del Partido del Movimiento Nacional Revolucionario y sus aliados, además de enfrentar una economía decadente. Esencialmente, el intento de los sectores privilegiados (liderados por el mismo Hertzog) de "retrasar el reloj" al statu quo oligárquico, previo a la Guerra del Chaco, no funcionó. Las crecientes expectativas y demandas de una clase popular cada vez más activista y violenta, combinadas con la falta de voluntad o incapacidad de las élites gobernantes para dar concesiones que socavarían su poder, llevaron al país al borde de una guerra civil. Las medidas represivas cada vez más abundantes solo aumentaron el descontento. Cuando las elecciones legislativas de 1949 confirmaron el dramático ascenso de los partidos de izquierda, el liderazgo del PURS perdió la confianza en la relativamente más conciliadora capacidad de Hertzog para controlar la situación. Forzaron su renuncia el lunes 22 de octubre de 1948, en favor de su más combativo vicepresidente, Urriolagoitia, con el pretexto de una enfermedad inexistente. Unos pocos meses después, Hertzog fue nombrado el embajador de Bolivia en España cargo que ocupó desde 1949 hasta 1958. Después de la Revolución de 1952 que llevó al MNR de Paz Estenssoro al poder, el expresidente permaneció en su cargo  en la capital española, y más tarde se trasladó a la capital argentina, Buenos Aires, donde moriría (retirado de la actividad política) en 1981.

#### Gabinete de Ministros
Por Decreto de 14 de mayo de 1947 se designó a los ministros de Estado que pasan a formar el nuevo
gabinete en cuya conformación se ratifican a cinco de los ministros y se designan otros cinco como nuevos
ministros de Estado
- Ministro de Relaciones Exteriores Culto: Luís Fernando Guachalla Solares
- Ministro de Gobierno, Justicia e Inmigración: Luís Fernando Guachalla Solares, ratificado[4]
- Ministro de Hacienda y Estadística: José Romero Loza, ratificado
- Ministro de Defensa Nacional: Pedro Zilvetti Arce, ratificado
- Ministro de Educación, Bellas Artes y Asuntos Indígenas: Armando Alba Zambrana, ratificado
- Ministro de Economía nacional: Germán Costas, ratificado
- Ministro de Trabajo: Alfredo Mendizábal[5]
- Ministro de Higiene y Salubridad: Carlos Morales Ugarte, ratificado
- Ministro de Agricultura Ganadería y Colonización: Oswaldo Gutiérrez Jiménez
- Ministro de Obras Públicas y Comunicación: ingeniero Gustavo Henrich[6]

## Datos estadísticos

### Demografía
| Población de Bolivia durante el gobierno de Enrique Hertzog | Población de Bolivia durante el gobierno de Enrique Hertzog |
| Año                                                         | Habitantes                                                  |
| ----------------------------------------------------------- | ----------------------------------------------------------- |
| 1947                                                        | 2 647 902                                                   |
| 1948                                                        | 2 665 656                                                   |
| 1949                                                        | 2 685 411                                                   |